# Forrás (számvitel)
A számvitelben a forrás, régiesen passzíva szóval jelölik a vállalkozás rendelkezésére álló erőforrásokat, vagyis az eszközök származását.
Eredet szerint megkülönböztetünk saját és idegen forrásokat. Saját forrás például a vállalkozás rendelkezésére bocsátott alapítói tőke, vagy a ki nem osztott nyereség. Idegen forrás például a banki hitel, vagy a különböző tartozások (szállítóknak, költségvetésnek, dolgozóknak stb.).
A rendelkezésre állás időtartama szerint a források lehetnek hosszú vagy rövid lejáratúak. Hosszú lejáratú forrás például az alapítói tőke, vagy hosszú lejáratra kapott banki hitel. Rövid lejáratú forrás például a dolgozókkal szembeni tartozás, mivel azt következő hónap elején ki kell fizetni.